# (67085) Oppenheimer
(67085) Oppenheimer (2000 AG42) est un astéroïde de la ceinture principale découvert le 4 janvier 2000 par Stefano Sposetti à Gnosca. Il a été nommé en l'honneur de Robert Oppenheimer.